# Fuente de Neptuno (Santiago de Chile)
La Fuente de Neptuno es una fuente monumental ubicada en el cerro Santa Lucía, en la comuna chilena de Santiago Centro, dedicada al dios romano de los mares, Neptuno. 
La escultura puede incluirse dentro de la llamada «escultura industrial», por realizarse en serie de varias copias a partir del mismo molde. Fue encargada por el estado chileno a Francia, específicamente a la Fundición Val d´Osne que toma como modelo la creada en 1856-7 por el francés Gabriel-Vital Dubray  (1813-1892), y que se hizo mundialmente popular durante la Exposición Internacional de Londres en 1862. Su destino inicial fue el bandejón central de la Alameda de las Delicias, siendo instalada en 1859, cuando aún era el principal paseo capitalino y su aspecto distaba mucho del actual. Es la principal ornamentación del ingreso al cerro desde la Alameda, como parte de las obras de embellecimiento de la ciudad. Años después fue colocada en la ubicación actual durante el primer siglo del Chile independiente, diferenciándose en el estilo arquitectónico del Chile colonial. El diseño inicial de la obra fue encargada al arquitecto francés Victor Henri Villeneuve, para luego ser finalizada por el chileno Benjamín Marambio.
Existe otra fuente de Neptuno y su esposa Anfítrite por la entrada del cerro hacia calle Merced, de menores dimensiones y situada a un costado de la calle. Esta obra fue donada por Matías Cousiño a la ciudad de Santiago. Ambas fuentes fueron restauradas en 2012 como parte de las obras del Bicentenario de Chile.

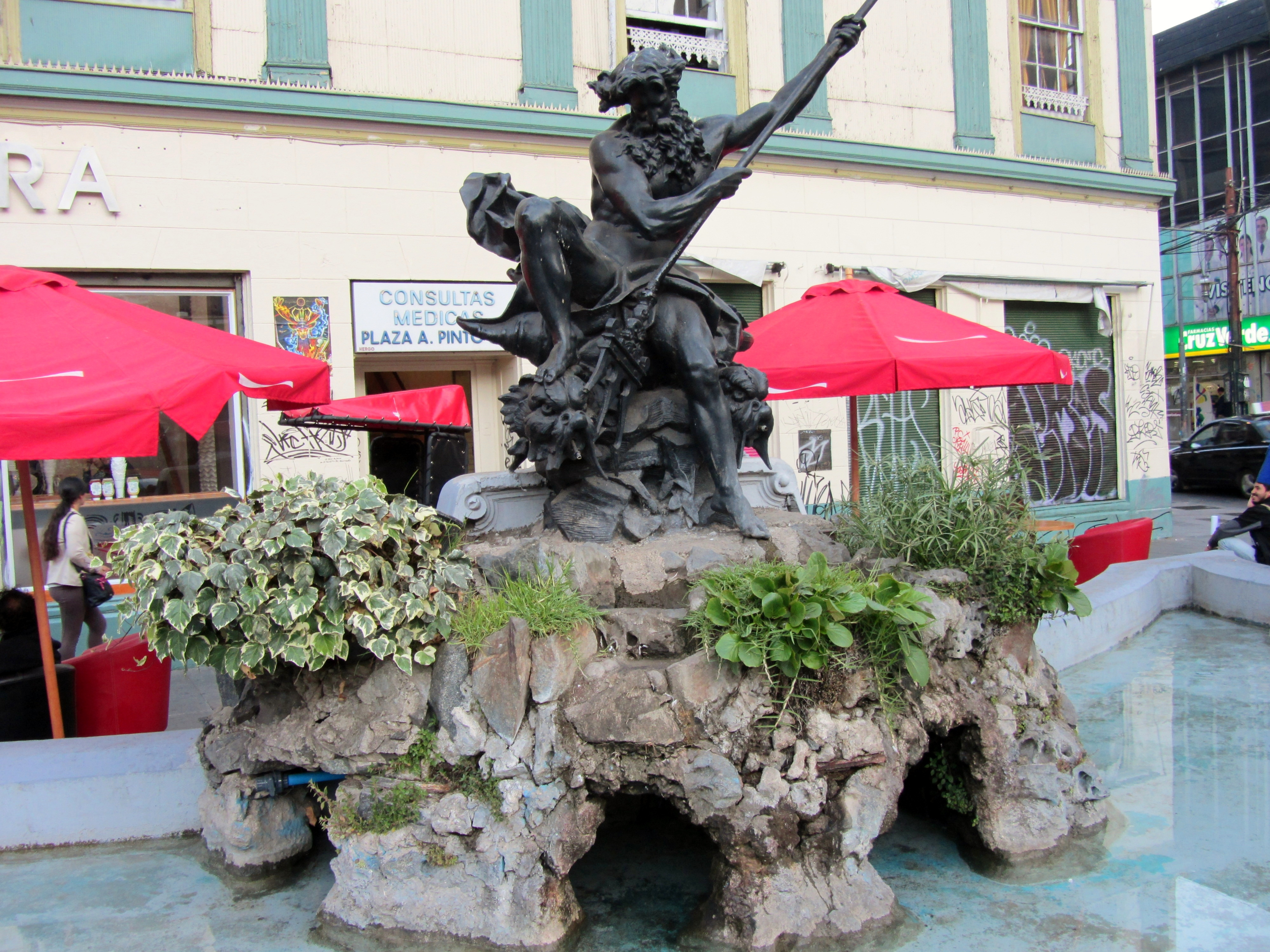
La Fuente de Neptuno en la plaza Aníbal Pinto de Valparaíso, creada a partir del mismo molde.

Esta escultura se encuentra en distintos lugares en el mundo. En Chile, otra copia se encuentra en la plaza Aníbal Pinto de Valparaíso.

## Iconografía
El conjunto monumental se encuentra dentro de una terraza  que tiene en el centro la fuente circular, con la escultura hecha en bronce del dios Neptuno en su parte más alta, quien se encuentra sentado sosteniendo un tridente. A los lados cuenta con dos escaleras paralelas para ascender hasta un arco del triunfo que contiene cuatro columnas jónicas centrales y diversas ornamentaciones propias del estilo arquitectónico.